# Call (Band)
Call ist eine deutsch-österreichische Band um den Komponisten Dietmar Percht.

## Bandgeschichte
Ihre erste Veröffentlichung war 1994 die CD Domina auf Consequence Records. 1996 folgte die CD Flesh und eine Tour durch mehrere europäische Großstädte. 1997 wurde die CD Obsession veröffentlicht.

## Stil
Die Musik von Call vereint verschiedene Stileinflüsse. Das musikalische Spektrum reicht hierbei von Elektropop, Glamrock, Electro-Industrial, Trance, Ambient bis hin zu Kompositionen im Bereich ernster zeitgenössischer Avantgarde-Musik. Sie werden mit Die Form und Klinik verglichen, mit ersteren haben sie neben der Musik auch ihre Nähe zur BDSM-Szene gemein. Ihre Musik wird vor allem auf BDSM-Partys gehört und ist auf vielen Samplern vertreten.

## Diskografie

### Alben
- 1994: Domina (ConSequence Records)
- 1995: Flesh (ConSequence Records)
- 1997: Obsession (ConSequence Records)